# Serpianosaurus
Serpianosaurus is een geslacht van uitgestorven pachypleurosauriërs dat bekend is uit de afzettingen van het Midden-Trias (Laat-Anisien en Vroeg-Ladinien) uit Zwitserland en Duitsland.

## Naamgeving
Fossielen van de typesoort Serpianosaurus mirigiolensis zijn gevonden in de middelste Grenzbitumenzone, de oudste lagen van Monte San Giorgio in Zwitserland, een gebied dat bekend staat om zijn overvloedige Pachypleurosaurus-resten. Sommige serpianosaurusbotten werden in de jaren dertig per abuis toegewezen aan het hypodigma van Pachypleurosaurus edwardsi. De vindplaats dateert van ergens rond het Anisien/Ladinien van het Midden-Trias, rond 242 miljoen jaar geleden, waarbij Serpianosaurus hoogstwaarschijnlijk strikt tijdens het Laat-Anisien voorkomt. Dit maakt het een van de oudste Sauropterygia van Monte San Giorgio, met alleen de zeldzame pachypleurosauriër Odoiporosaurus die ouder is. Bepaalde aspecten van zijn morfologie suggereren ook dat het een van de meest basale vormen is.
Serpianosaurus mirigiolensis werd in 1989 benoemd door Oliver Rieppel. De geslachtsnaam verwijst naar het dorp Sperpiano. De soortaanduiding verwijst naar de piek van Mirigiol.

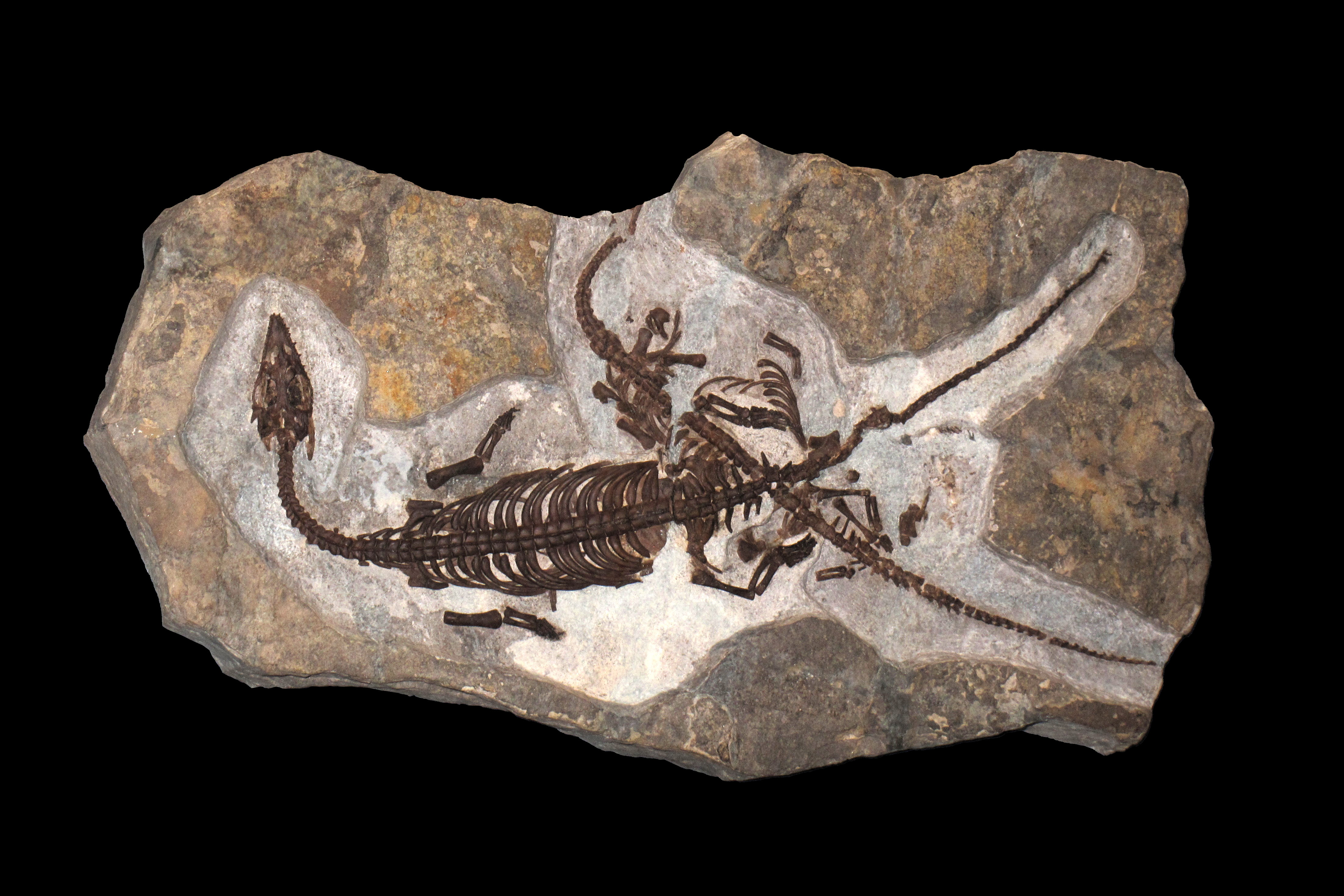
Een plaat met meerdere skeletten

Het holotype is PIMUIZ T 3931, een skelet met schedel. Verschillende verdere skeletten zijn toegewezen.
Cajus G. Diedrich beschreef en benoemde in 2013 de tweede soort Serpianosaurus germanicus, op basis van een postcraniaal skelet en verschillende extra geïsoleerde overblijfselen van de Karlstadt-formatie in Duitsland. Het holotype is NMM no. 2329, een romp met voorpoten. Deze soort vertegenwoordigt het oudste bekende fossiele verslag van dit geslacht, omdat het afkomstig is uit het Laat-Pelsonien, daterend uit het Laat-Anisien van het Midden-Trias.

## Beschrijving
Serpianosaurus is ongeveer vijfenzeventig centimeter lang.
Het geslacht kan worden onderscheiden van andere nauw verwante pachypleurosauriërs op basis van zijn proportioneel grote schedel en rechte kaak. Net als veel andere pachypleurosauriërs is seksuele dimorfie te zien bij Serpianosaurus. Men denkt dat mannetjes en vrouwtjes verschillen in grootte en vorm van het opperarmbeen. Iedere pachyostose van de ribben is afwezig bij Serpianosaurus-exemplaren.

## Fylogenie
Serpianosaurus is gezien als het zustertaxon van Neusticosaurus.